# Marc Okrand
Marc Okrand (ur. 3 lipca 1948 w Los Angeles) – językoznawca, twórca języków; wymyślił język klingoński na potrzeby serialu Star Trek dla wytwórni Paramount Pictures oraz język atlantydzki, na potrzeby filmu animowanego Atlantyda. Zaginiony ląd.
Jest najsłynniejszym autorem słownika klingońskiego.
Zanim otrzymał zlecenie od wytwórni Paramount Pictures, pracował z językami Indian. Jego praca doktorska z 1977 roku na Uniwersytecie Kalifornijskiego w Berkeley, była poświęcona gramatyce mutsun, dialektu ohlone (lub południowego costanoan) – wymarłego języka Indian z północno-środkowej Kalifornii, żyjących niegdyś na południe od Wielkiego Jeziora Słonego. W latach 1975–1978 prowadził licencjackie kursy językoznawstwa na Uniwersytecie Kalifornii w Santa Barbara.